# Яхимов
Я́химов (дослівно Йоакимів; чеськ. Jáchymov, нім. Joachimsthal) — місто в Чехії, у окрузі Карлових Вар. Названий на честь св. Йоакима — батька Діви Марії, який зображений на гербі міста разом з дружиною — св. Анною.

## Історія
Перша згадка належить до 1510 року, коли на території одної з долин Богемії були відкриті поклади срібла. Шахтарське селище на 1516 рік виростає до розмірів міста й займає місце колишнього поселення Конрадсгрюн. У 1517 році отримує назву Санкт-Йоакимсталь (Долина святого Йоакима) — на честь св. Йоакима, одного з оборонців шахтарів.
У 1519 році тут був відкритий монетний двір, де розпочався випуск важкої високопробної срібної монети — «йоахимсталера». На аверсі монети був зображений небесний покровитель рудника святий Йоаким, а на реверсі — лев, герб Чехії. Йоакімсталери стрімко розходилися по всій Європі (тільки в XVI ст. було викарбувано 10,4 млн цих монет) і набули статусу еталонної монети, яку почали карбувати також в інших країнах (на заході ці монети називалися за кінцевою частиною слова — «талери», а на сході, за передньою — «єфимки»). У Санкт-Йоакімсталі розпочав дослідну діяльність в царині мінералогії й гірництва основоположник гірничої науки, автор фундаментальної енциклопедичної праці De Re Metallica Георгіус Агрікола.
У Шмалькальденській війні (1546-1547) Яхимів був окупований саксонськими військами.
У XIX ст. — важливий центр видобутку срібла і заліза.
У ХХ ст. Марія Кюрі-Склодовська відкрила, що руда з Якимова містить уранініт, елемент радій.
До Першої світової війни Якимів — єдине відоме родовище урану у світі.
Перший радоновий курорт було засновано в Якимові у 1906 році. Тут побудовано відомий медичний інститут — медичний Радоновий Палац. Нині — відомий курорт.

## Галерея

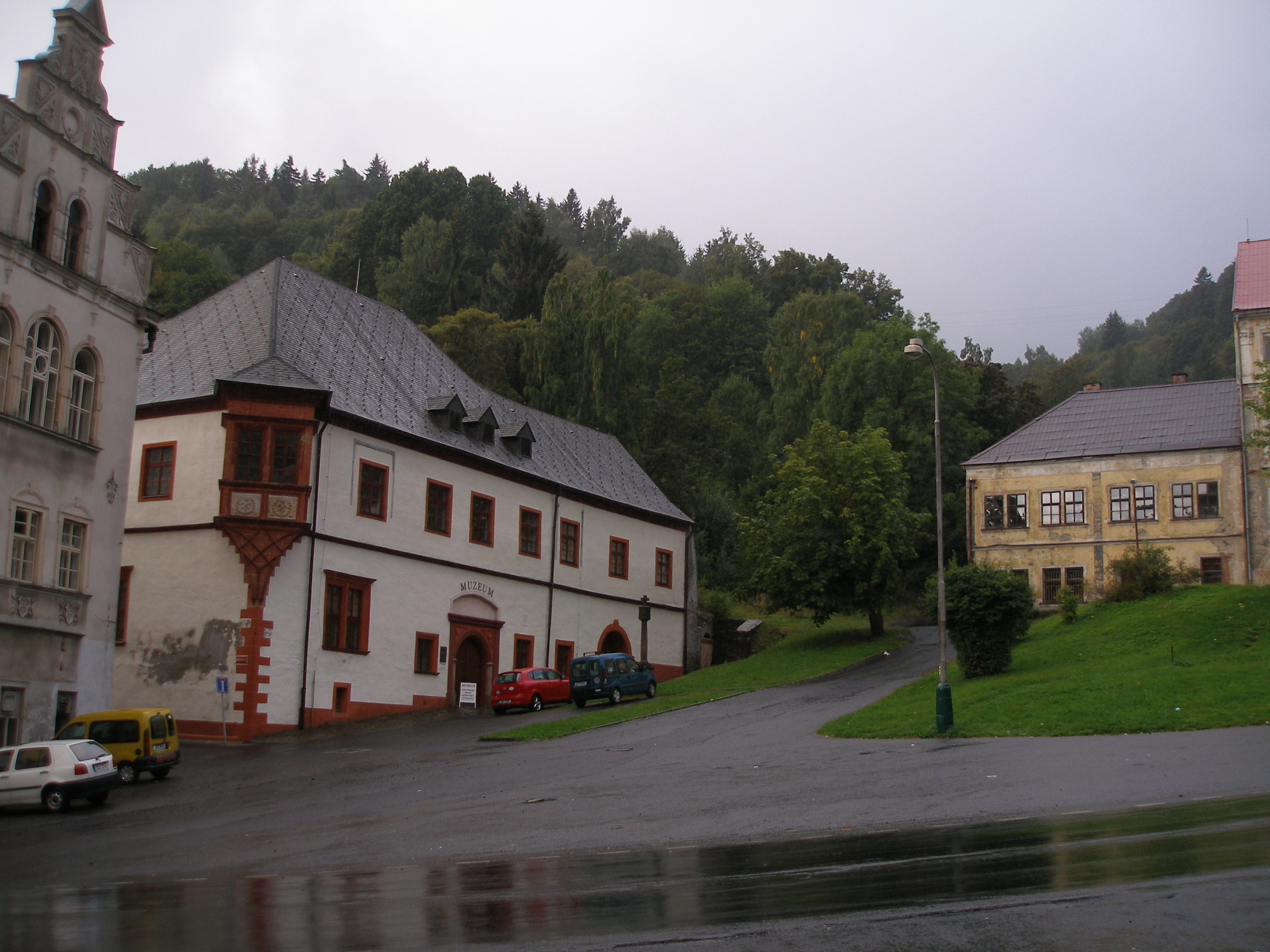
Музей
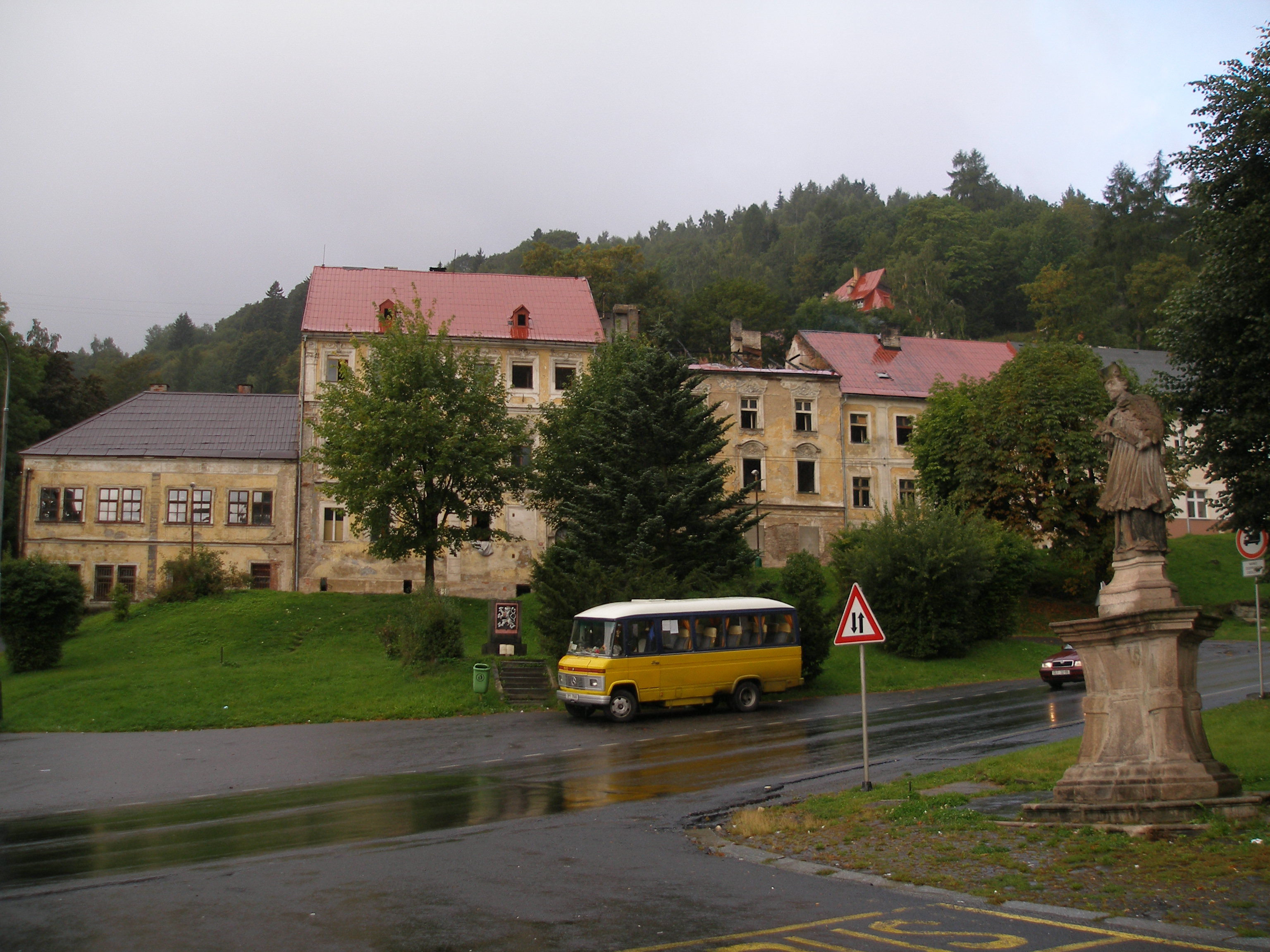
Будинок поруч з музеєм
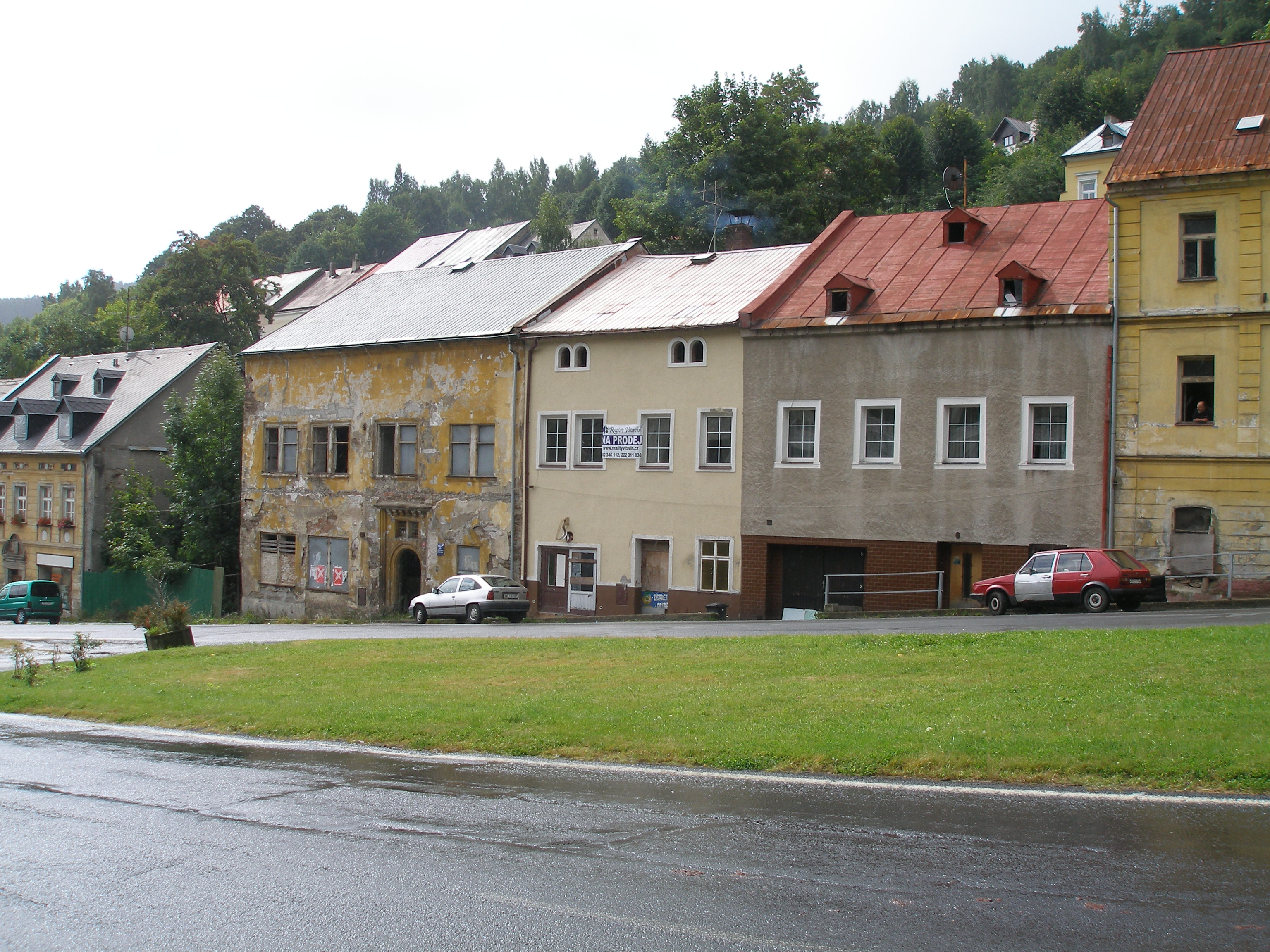
Будинки на західній стороні площі, на південь від ратуші, другий ліворуч (праворуч від пустиря) - будинок № 8 з порталом 1520 року
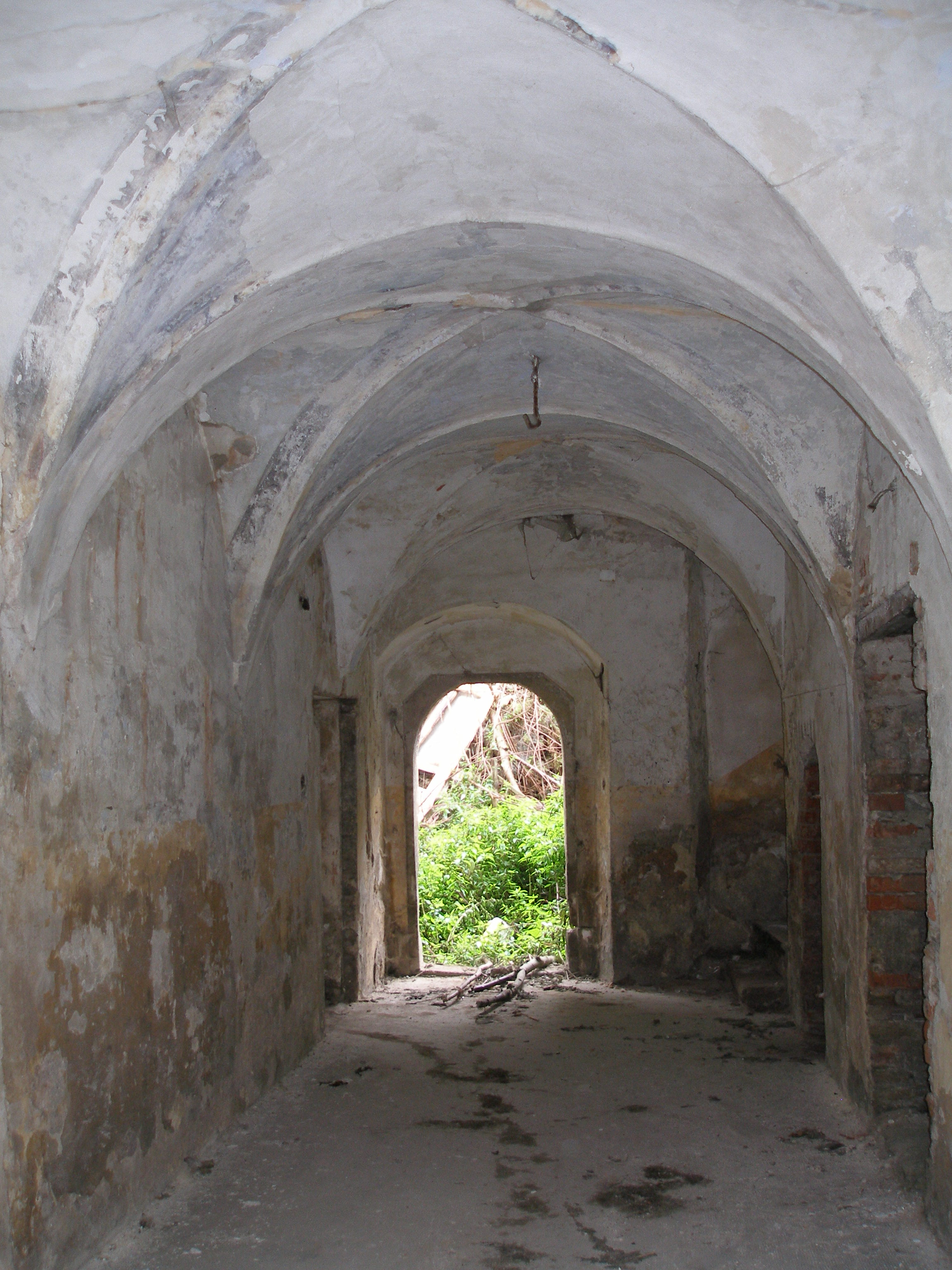
Прохід будинку № 8
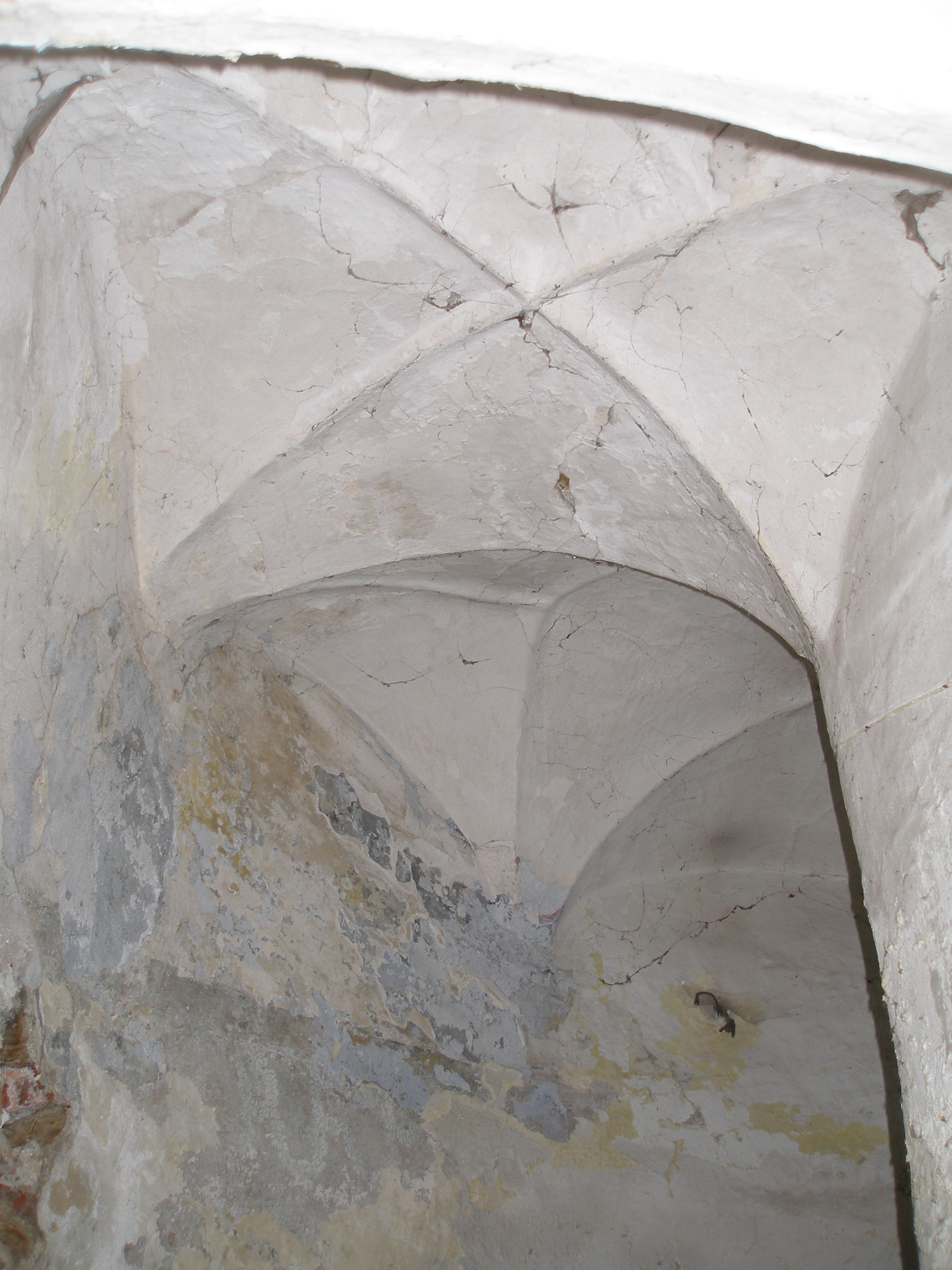
Будинок № 8 — склепіння над сходами з першого поверху на горище
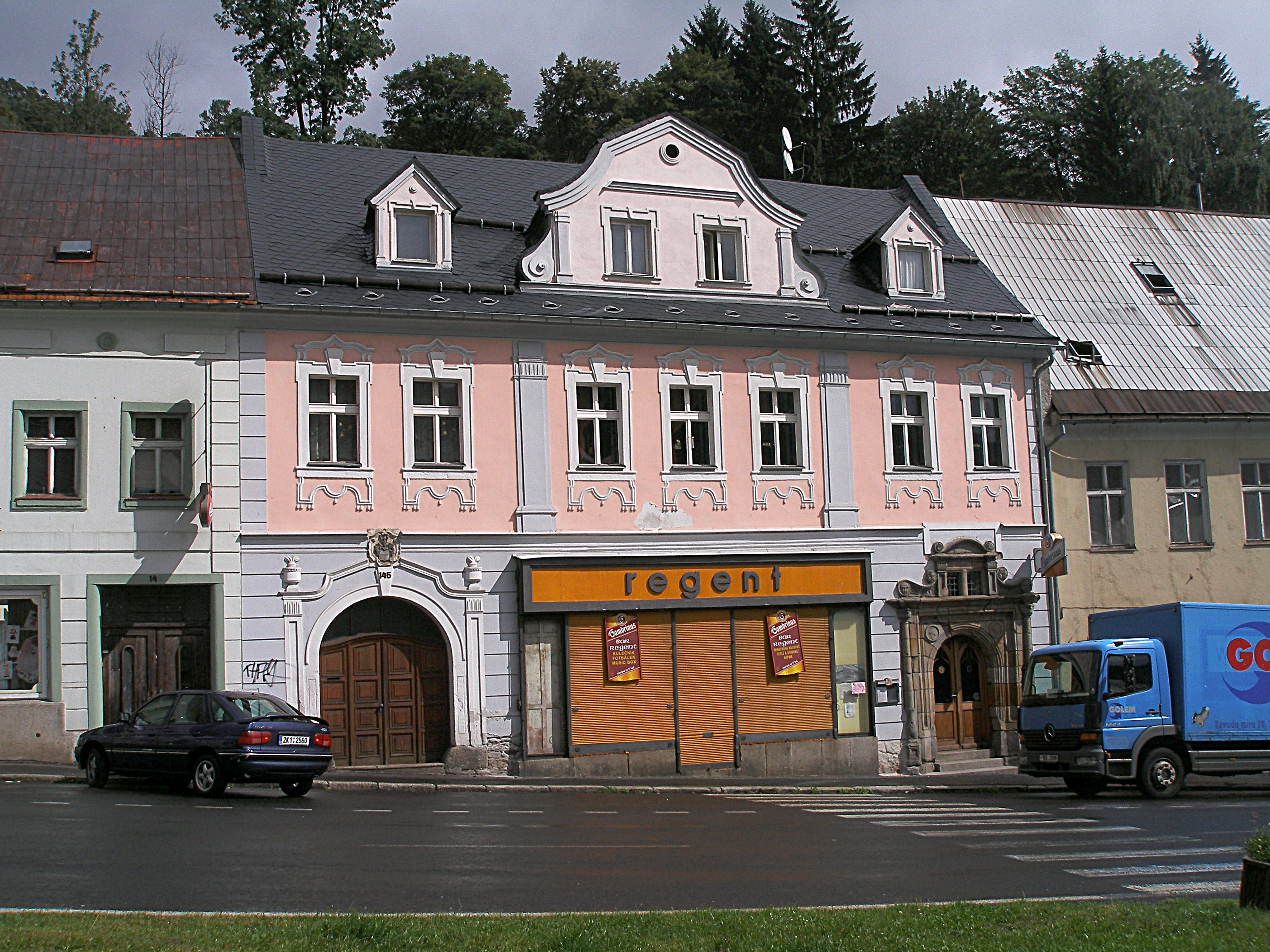
Будинок № 145
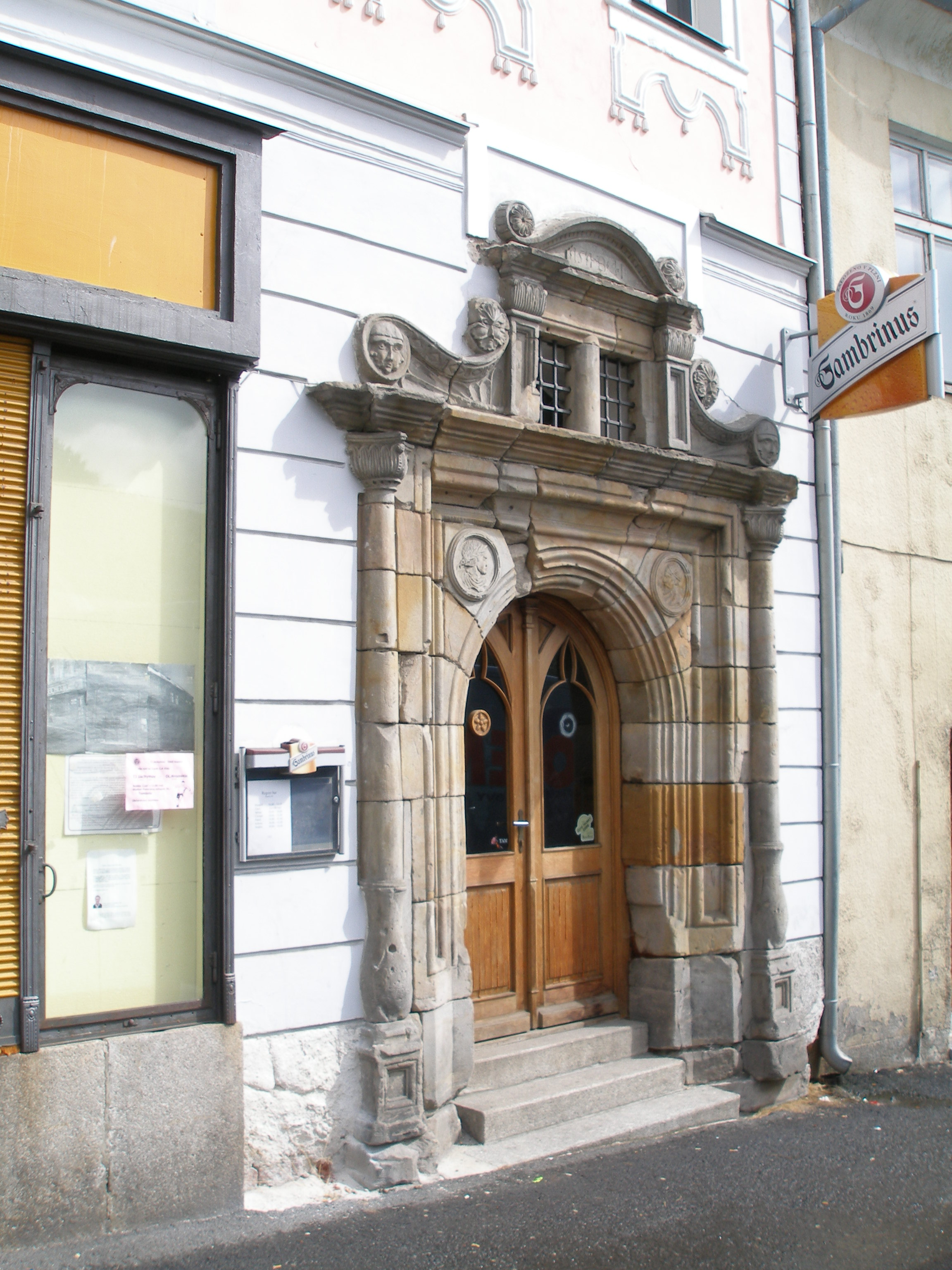
Ренесансний портал будинку № 145 на східній стороні площі